# Wyspa Sobieszewska (Gdańsk)

Lage des Stadtbezirks Wyspa Sobieszewska in Danzig

Wyspa Sobieszewska (Bedeutung: Bohnsacker Insel; kaschubisch Sobieszewsczi Òstrów) ist der östlichste Stadtbezirk von Gdańsk (Danzig) in Polen, dieser umfasst eine Fläche von 35,8 km² und zählt über 3443 Einwohner mit einer Bevölkerungsdichte von etwa 96 Einwohnern/km². Er ist somit der größte und am dünnsten besiedelte Bezirk der Stadt. Das Gebiet und die Orte gehören seit dem 1. Dezember 1973 administrativ zur Stadt Danzig.

## Geografie
Der Bezirk liegt auf der Insel Wyspa Sobieszewska an der Danziger Bucht. Im Osten und Süden und Westen wird er durch die Weichsel begrenzt. Im Westen grenzt er an die Stadtbezirke Krakowiec-Górki Zachodnie (Krakau – Westlich-Neufähr) und berührt Rudniki. Die Insel liegt etwa 15 km östlich vom Stadtzentrum Danzigs entfernt.

## Orte
Seinen heutigen polnischen Namen erhielten Bezirk und Insel nach dem Hauptort Sobieszewo (Bohnsack), einem ehemaligen Fischerdorf im Westen der Insel. Weitere Siedlungen sind Sobieszewko (Bohnsacker Pfarrdorf), Sobieszewska Pastwa (Bohnsackerweide), Przegalina (Einlage), Wieniec (Kronenhof), Górki Wschodnie (Östlich-Neufähr), Komary (Schnakenburg), Świbno (Schiewenhorst) und Orle (bzw. Orlinki) (Wordel).

## Verkehr
Durch den Bezirk führt in West-Ost-Richtung die Woiwodschaftsstraße 501. Im Westen der Insel führt eine Pontonbrücke über den heute Martwa Wisła (Tote Weichsel) genannten Flussarm, im Osten gibt es eine Fährverbindung von Świbno (Schiewenhorst) nach Mikoszewo (Nickelswalde) über den Hauptarm der Weichsel, im Süden kann man bei Przegalina (Einlage) über eine im Jahr 2012 erbaute Klappbrücke die Schleuse Stromweichsel / Tote Weichsel überqueren.